# Psagot
Psagot (en hébreu : פְּסָגוֹת) est une colonie israélienne illégale au regard du droit international, en Cisjordanie, territoire palestinien occupé, située à proximité des villes palestiniennes de Ramallah et d'al-Bireh, sur la colline de Jabal al-Tawil.
La colonie est le siège du conseil régional de Mateh Binyamin, sur la colline Tawil, appelée par les Israéliens monts de Benjamin.  Elle est fondée en 1981 et compte, en 2016,  1 847 habitants.

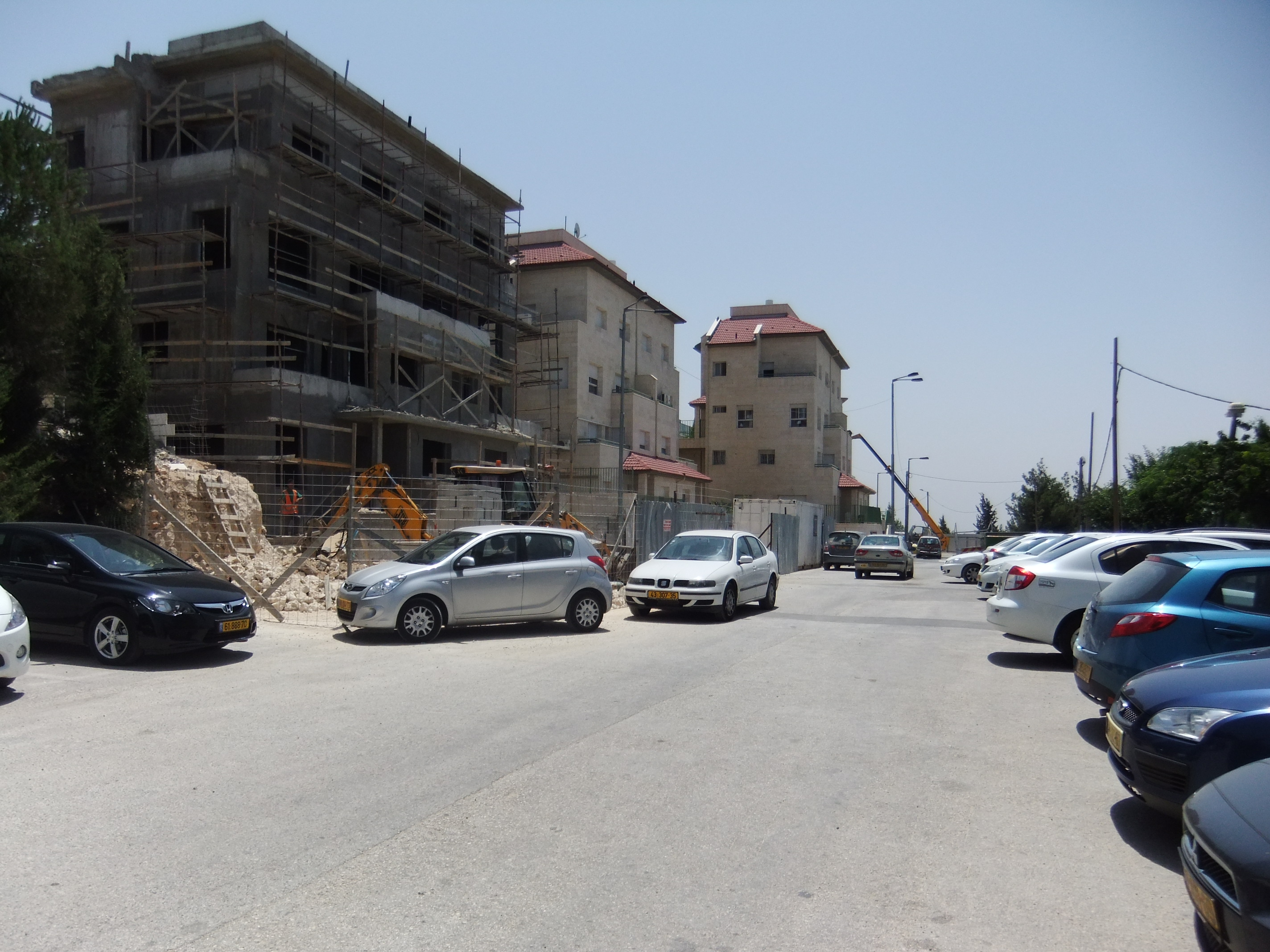
Nouvelles constructions dans la colonie israélienne de Psagot, 31 juillet 2011.

## Étymologie
Le nom Psagot a été proposé par l'un des premiers résidents, Moshe Bar-Asher (en), professeur et directeur de l'Académie de la langue hébraïque. Il exprime l'espoir que le nouveau village atteigne un sommet dans son implantation et l'étude de la Torah. Le nom fait également référence à l'emplacement de Psagot sur le sommet de la colline Tawil.

## Situation juridique
En application de la IVe Convention de Genève dans les Territoires palestiniens, la communauté internationale considère comme illégales les colonies israéliennes de Cisjordanie au regard du droit international, mais le gouvernement israélien conteste ce point de vue.

## Produits issus de la colonie
La Cour de justice de l'Union européenne reconnait dans un jugement en 2019 que les produits issus des colonies israéliennes dans les territoires palestiniens occupés ne peuvent être étiquetés comme provenant d’Israël lors de leur commercialisation en Europe. 
La colonie reçoit la visite du secrétaire d’État américain Mike Pompeo en novembre 2020, lequel avait affirmé que « l’établissement de colonies de civils israéliens en Cisjordanie n’est pas en soi contraire au droit international. »[pertinence contestée]

## Source de la traduction
- (en) Cet article est partiellement ou en totalité issu de l’article de Wikipédia en anglais intitulé « Psagot » (voir la liste des auteurs).